# 彭濟涉
彭濟涉（1914-2005），香港著名國畫藝術家，字卓峰，原籍廣東揭西五雲鄉人。學藝於廣州市立美術學院，得名師李研山、李金髮、趙少昂、黃君璧、黎雄才等指導。對日抗戰期間，輾轉移居香港，落地生根。1958年，與李研山、趙少昂等共組「香港中國美術會」，為創會委員之一。曾於「長城電影製片公司」作佈景美術，先後完成電影《蕩婦心》、《血染海棠紅》、《說謊世界》、《方帽子》、《瓊樓恨》等的佈景創作。後開設「濟涉畫院」，開班授徒、培育後俊；亦常於上水鳳溪中學客串國畫導師，可謂桃李滿天下。作畫數十載間，其作品曾於多個個人展及團體展中展出，足跡遍佈東亞、英、澳等地。

## 生平
彭濟涉， 生於1914年，字卓峰，原籍廣東揭西五雲鄉人。彭濟涉的作畫生涯，始於戰前的「廣州市立美術學校」。其時，「廣州市立美術學校」李金髮校長矢志拓展校務，得名畫家李撫紅的老師、嶺南畫派領袖人物高劍父老師的引薦，禮聘了趙少昂入主中國畫系。其後，蘇臥農、葉永青、黎雄才等「嶺南畫派」人物，亦相率去投。「廣州市立美術學校」自此奠下了嶺南派的基業，負起了培育才俊的杆擔。云云學子之中，「彭濟涉」漸漸成為諸君子眼中其中一位好學猛進的精英份子。彭濟涉於廣州市立美術學校習畫時，得名師李研山、李金髮、趙少昂、黃君璧、黎雄才等指導；閒時又隨嶺南派大師高劍父學花鳥蟲魚走獸等科，深入堂奧，頗得諸位真傳。故到港多年後，每逢彭濟涉舉辦個人畫展，亦師亦友的趙少昂都為其題字，以捧場支持。
及後日軍侵華，「廣州市立美術學校」無奈暫時解散，李研山、趙少昂、彭濟涉等師徒輾轉移居香港。秉持「廣州市立美術學校」弘揚國粹的精神，師徒等人在港成立「香港中國美術會」，彭濟涉成為會中執行委員之一。惟生活所趨，彭濟涉於港初期，只能收拾山河川壑的墨跡。教過幾年書，後到「長城電影製片公司」當佈景美術師來。雖說電影場景創作與潑墨山水可謂風馬牛不相及，惟彭濟涉寓畫自娛，總算回歸本行。於「長城電影」的幾年間，完成的電影佈景創作十來套，包括《蕩婦心》、《血染海棠紅》、《說謊世界》、《方帽子》和《瓊樓恨》等等。
及後諸年，彭濟涉重執教鞭，先後受聘於九龍塘學校及粉嶺公立學校，一面作育英才，一面以自己工餘時間提筆作畫、開班授徒，追尋自己念念不忘的夢想。晚年，彭濟涉開設「濟涉畫院」，專注於其水墨山河，並於畫院開班授徒，擔起承傳國粹的責任及抱負。同時，彭濟涉亦受邀成為上水鳳溪中學國畫班的導師。
彭濟涉為人低調簡樸、重家庭，視子女如命，多年來為子女的生活奔波勞碌。然而，其作畫從不間斷，畫藏豐富；畫風不為勢趨，遊歷廣闊，往往以往往以新穎的角度與構圖，抒發懷中對自然與鄉野的嚮往之情。多年間，彭濟涉亦多次參與多國的國畫聯展，亦於香港、東南亞、英國、澳洲等地，舉辦其個人畫展；聞名傾慕者與搜購作品者大不乏人。
於彭濟涉去世後十年，其家人為圓其遺願，重新整理彭濟涉於故居的大量作品，編輯成《濟涉河山 - 彭濟涉作品集》，並於2014年11月假香港大會堂舉辦一連三日的《彭濟涉作品展》，展出多幅彭濟涉的精彩作品，以懷緬彭濟涉一生對國畫水墨的熱情和貢獻。

## 筆調胸懷，名家推崇
「萬水千山造化工，幾株疏柳入空濛，烟雲出沒多變幻，都在彭君筆墨中。」趙少昂老師曾贈此七絕，以形容彭濟涉畫功造化，只消輕描兩三筆，即有意境萬千重。
前香港電台《罏(爐)邊簷下》節目主持人周炎亦對彭濟涉的畫詣推崇備至。周氏曾言道：「彭老之畫，乃集各名師之大成，蔚成一派。他鍥而不捨數十年，未嘗或輟，創作既多，成就乃大。抑以其平易近人之情，江海容人之量，謳融於丹青靈府之間，給蘇韓之文，樂天之詩，冒大氣磅礡，而又老嫗能解。彭濟涉繪事造詣既深，猶不以自炫，不以自珍，筆觸所至，無所不在。舉凡嘉陵山色，錦幛濤聲，廬舍光輝，烟雲變幻。若水邊籬落，黃昏飄梅萼之香，雨籜風梢，淡月映幼篁之翠。若魚禽生態，形神現於丹青，草木奇珍，智慧生於靈府。」又道彭濟涉「得折衷之神髓，集中外之精華，雪裡芭蕉，超然物外。胸中丘壑，意在筆兒。簷宇蕭蕭，描盡民間疾苦，雲山渺渺，寫盡宇宙雄姿...」
近代美術鑒賞家許灼勳亦於《嶺南墨韻流芳-彭濟涉作品展》的開幕典禮中說道：「彭濟涉先生的畫風獨具一格，花鳥虫魚，栩栩如生；河山飛瀑，活靈活現，直抒胸臆。對香港畫壇有著舉足輕重的影響，彭濟涉先生在香港及東南亞一帶的畫壇中，無人不識其名。因彭老先生生性低調，一生默默耕耘，作育英才，不希望做秀博取名利，沒有讓更多人所識，但隨著歲月的流逝，會令更多人懷念他，認識他的價值，他對香港畫壇的巨大影響不可估量。」

## 風格演進
彭濟涉的畫，概括來說，可分成三個階段。在抗日戰爭前後，他的作品以山水為主，風格大都師承趙少昂及黎雄才。在香港落地生根而後，他的畫力圖擺脫老師的影響，開始樹立自己的形象。他精研大自然，然後有了胸中丘壑，對傳統的技法便可進行突破，引發了對筆墨技巧的創新。無論對萬壑千岩，土木奇花，他都擧重若輕地繪入畫圖中。此外，他開始加重著色的藝術表現，更加肯定這個世界彩色繽紛的一面，把美的東西變得更美。在此時期的優秀作品，可說比比皆是。就中如《春到人間》：一種桃紅柳綠，青山白屋，穠鬧之情，歷歷照人眉宇。以及《滿林秋色映清溪》：亦一片清和，而無肅殺之象。《夏日觀瀑》：大有我愛夏日長，清風自南來之感，悠閒舒適，靜坐觀瀑。《雪山行》：則騎驢踏雪，悠閒自賞，四時之景色不同，彭濟涉均能一一刻劃入微。
此外，《農村春曉》、《近水人家》及《新界風光之松山小築》三幅，用筆更是輕快。《雨後雲山》則以米家水墨法出之，濕潤之極，畫中潑以青綠靈光，份外精采。彭濟涉那一幅《丹荔》，嫣紅翠綠，一派意象之作，栩栩如生，傳神萬分。
彭濟涉最崇敬的畫家之一，是他的老師黎雄才。不難發現的是，彭濟涉的畫經常有著黎雄才的影子，也不時會看到宋、元諸家給郭熙、范寬等大師的風範，正是這種取精用宏，博採眾長的學風，為他個人的創作提供了豐富的滋養，促成了他那真實而優美、秀麗而又雄偉的藝術風格。

## 東亞英澳，巡廻畫展
數十餘載間，彭濟涉從未間斷作畫，藏量十分豐厚。其作品曾入選中國文化協會畫展及中國全國第二次美展。戰前在大陸他已有數回個展的紀錄。自1969年以來，他曾以個人及師生聯展的名義，在大會堂開了六次畫展。1974年，他遠赴吉隆坡，在英國文化協會等地作巡廻個展。1976年11月，他又遠赴怡保擧行畫展，1981年更在台灣展出，每次都載譽而歸。他的畫也曾遠在英國和澳洲各地展覽，聞其名遠道而來學藝及搜購作品者每年都大不乏人。
除此之外，彭濟涉的畫也經常受中國美術會及港府各文藝部門的垂青，選作地方性展覽之用。1977年第一屆亞洲藝術節在本港擧行，彭濟涉的部份作畫被選為展品，與來自世界數十國家的名作一起展出，並獲市政局頒發純念狀。
於2014年11月，彭濟涉的家人及一眾徒兒，重新整理彭濟涉的龐大畫藏，假香港大會堂舉行《嶺南墨韻流芳彭濟涉作品展》，短短三天展期，足有數千畫友到場一同懷緬彭濟涉胸懷中的水墨山河，可謂盛況空前。

## 主要成就及榮譽
- 作品曾參展《慰勞前方將士書畫展覽會》，並入選全國美術展覽會。
- 1937年中華民國教育部第二次全國美術展覽會專集，彭济涉先生以《詹林雅集》入選
- 1949年香港長城電影公司開幕，獲聘為美術佈景主管人員，參與拍攝電影
- 1958年，李研山先生、趙少昂先生等創辦香港中國美術會，彭济涉先生亦屬創辦人之列。
- 曾任《香港中國美術會》永遠會員及當選多屆執行委員，編印有《彭濟涉畫集》一冊(1972年)
- 獲邀請遠赴馬來西亞吉隆坡(1974年)舉行個展
- 怡保、砂勞越(1976年)舉行個展
- 1977年參加第一屆亞洲藝術作品展覽
- 1998年獲臨時區域市政局屯門區委會邀請參加《屯門國粹節．中港名家書畫展覽》展出
- 2014年11月21日-23日，家人偕香港中國美術會主辦《嶺南墨韻流芳彭濟涉作品展》